# Ladislav Bartoň-Dobenín

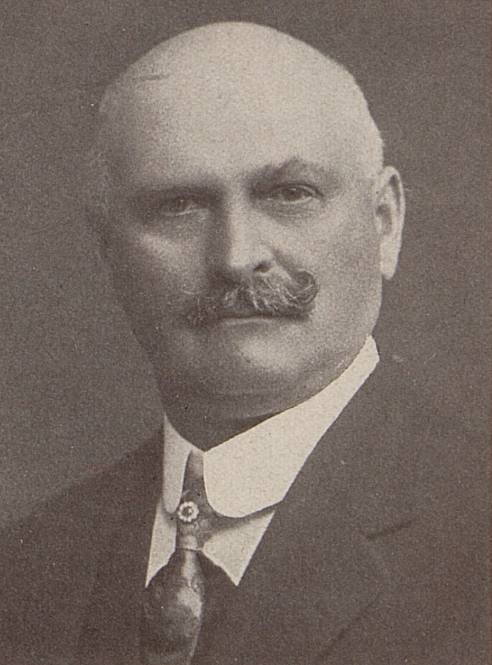
Ladislav Bartoň-Dobenín

Ladislav Bartoň-Dobenín [ˈbartɔ̹ɲˌdɔ̹bɛniːn] (geboren als Ladislav Bartoň, 1912–1918 Ladislav Bartoň z Dobenína; * 13. November 1858 in Hochsickel, Königgrätzer Kreis; † 20. November 1939 in Česká Skalice, Okres Náchod) war von 1878 bis 1918 ein Textilunternehmer in der Österreichisch-Ungarischen Monarchie und danach bis 1935 in der Tschechoslowakei.

## Leben
Ladislav Bartoňs Vorfahren waren alteingesessene Hausweber und Leinwandhändler in Kleinbrand. Sein Vater Josef Bartoň-Dobenín war der Begründer der Textilfabrik Bartoň in Altstadt an der Mettau, in der auch die Söhne Josef und Cyril als Teilhaber mitarbeiteten. Ladislav erlernte bei seinem Vater die Textilfärberei und besuchte anschließend die Handelsschule in Wien. Danach wirkte er in Böhmen, Ober- und Niederösterreich als Handelsvertreter des väterlichen Unternehmens. 1886 machte er sich in Prag mit einem eigenen Warenlager selbständig und handelte mit Produkten aus den Betrieben seines Vaters und anderer Fabrikate. 1892 errichtete er in Böhmisch Skalitz eine Textildruckerei und -färberei, in der er die Rohstoffe aus den Betrieben seines Vaters und anderer Firmen veredelte. Für seine Produkte errichtete er in Wien eine Niederlassung für die von ihm vertriebenen Stoffe. Ab 1893 firmierte er als „Ladislav Bartoň, tkalcovna, parní barevna, úpravna a tiskárna České Skalice“ (Ladislav Bartoň, Weberei, Dampffärberei, Veredelung und Druckerei in Böhmisch-Skalitz). 
Am 30. Juni 1897 wurden die Fabrikanlage sowie Maschinen und Waren durch ein Hochwasser der Aupa zerstört, wodurch eine weitere Produktion nicht möglich war. Nach Beratungen mit seinem Vater und seinen Brüdern trat der zweitälteste Bruder Josef vorübergehend als Teilhaber und Geschäftsführer in das zerstörte Unternehmen ein. Nachdem ihm der Neuaufbau und die Sanierung gelungen war, kehrte er 1903 in die väterliche Firma nach Altstadt an der Mettau zurück. Während der Periode des Wiederaufbaus firmierte die Firma als „Bratří Bartonové, tkalcovna, parní barevna, úpravna a tiskarna v České Skalice“. 1906 erweiterte Ladislav die Stoffdruckerei und -färberei. Ein Jahr später errichtete er eine mechanische Weberei mit 300 Webstühlen sowie einer Schlichterei. 1913 erwarb er die 1837 von Friedrich Eduard von Löbbecke und Hermann Dietrich Lindheim in Kleinskalitz errichtete Garnspinnerei. Diese erweiterte er um eine Baumwollweberei. Danach firmierte der Gesamtkomplex als „Českoskalická přadelna bavlny, mechanická tkalcovna, barvírna a tiskárna, spol. s.r.o. Ladislav Bartoň-Dobenín“ (Böhmisch-Skalitzer Baumwollspinnerei, mechanische Weberei, Färberei und Druckerei GmbH Ladislav Bartoň-Dobenín). Da er keine Nachkommen hatte, verkaufte er seine Firmen 1935 an seine Neffen Josef Bartoň und Alois Dinter aus Náchod sowie an Jiří Čerych aus Česká Skalice, Ehemann seiner Nichte Marie Bartoň-Čerychová (* 1902), Tochter des Cyril Bartoň-Dobenín. Die neuen Eigentümer firmierten als „Českoskalicka přádelna bavlny, mechanická tkalcovna a barvírna v České Skalici, s.r.o., dříve Ladislav Bartoň“. 
Aus Anlass seines 80. Geburtstages spendete Ladislav Bartoň 1938 der Stadt Česká Skalice einen Betrag von 10.000 Kronen für Bedürftige. Im gleichen Jahr veräußerten die neuen Eigentümer die vormalige Firma Ladislav Bartoň an eine Gesellschaft, die sich zur Zahlung einer lebenslangen Rente von jährlich 60.000 Kronen und zu weiteren Zuwendungen an Ladislav Bartoň verpflichtete. 
Ladislav Bartoň war seit dem 18. November 1895 mit Maria Zahornová, Tochter eines Handelsmannes aus Opočno, verheiratet. Die Ehe blieb kinderlos. Er starb im Alter von 81 Jahren am 20. November 1939. Zum Gedenken an ihren verstorbenen Bruder spendeten Josef und Cyril Bartoň-Dobenín der Stadt Česká Skalice einen Betrag von 500.000 Kronen für wohltätige Zwecke. 
Während der Zeit der Protektorats wurden seine vormaligen Firmen 1940 in „Ladislav Bartoň s.r.o. Česká Skalice“ umbenannt. Mit Verfügung des Ministeriums für Wirtschaft und Arbeit wurde am 25. April 1942 die Textilproduktion in der Böhmisch-Skalitzer ehemaligen Firma Ladislav Bartoň eingestellt. In den Gebäuden der Weberei und Spinnerei, die nun als „Bartoň, Werk II“ firmierten, wurden nunmehr kriegswichtige Zubehörteile für Flugzeuge, in den anderen Fabrikgebäuden Kriegswaffen hergestellt.
Das Firmenarchiv der Firma Ladislav Bartoň für die Jahre 1878–1946 (1955) befindet sich in der Sammlung „Českoskalická přádelna bavlny, mechanická tkalcovna, barevna a tiskárna, dříve Ladislav Bartoň, Česká Skalice“ im Staatlichen Archiv Zámrsk.
Siehe auch: Bartoň-Dobenín (Unternehmerfamilie)